# India Arie

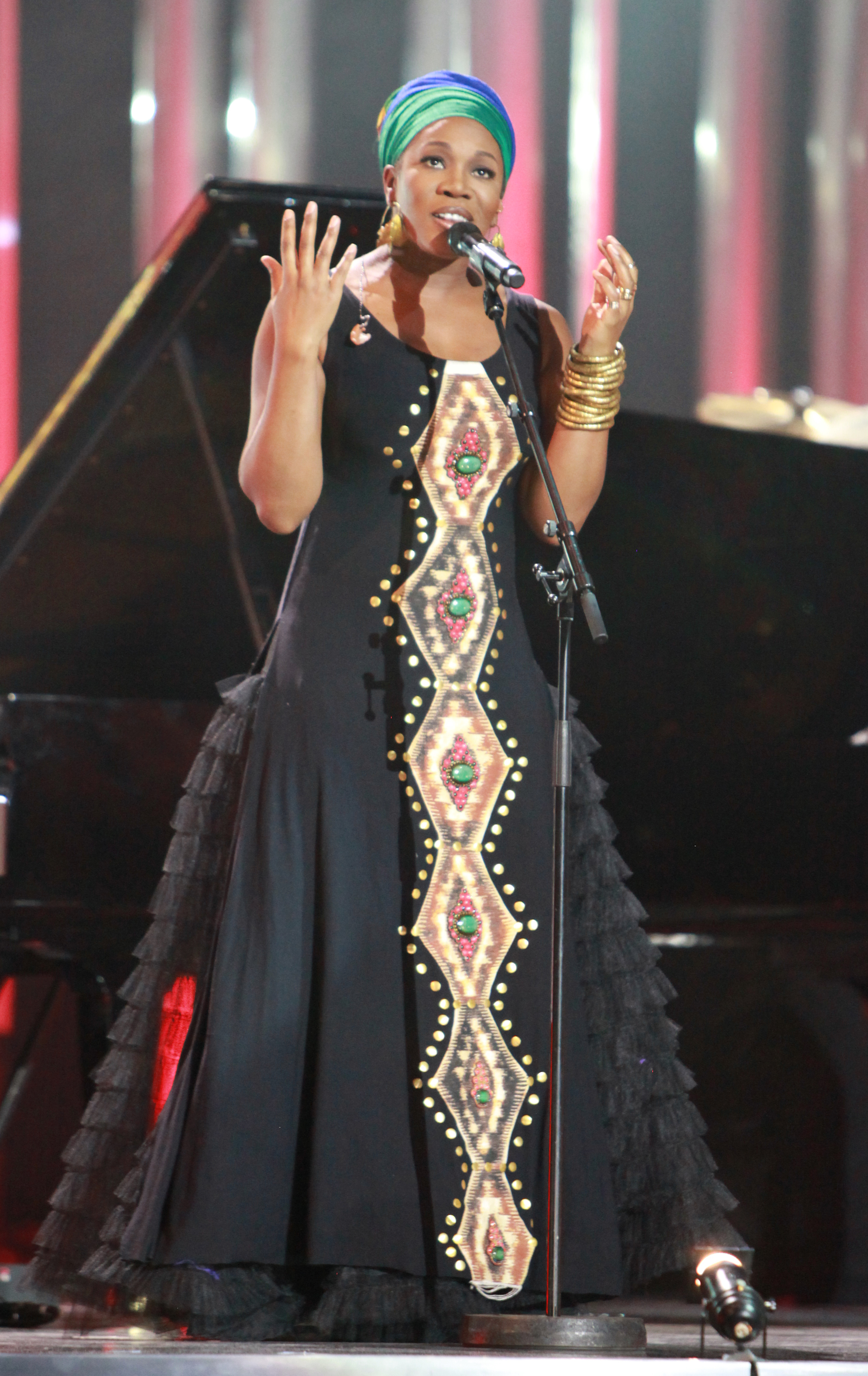
India Arie (2010)

India Arie [ˈɪndiə ɑːˈɹiː] (* 3. Oktober 1975 in Denver, Colorado), oft India.Arie geschrieben, ist eine US-amerikanische Sängerin und Komponistin, deren Musik eine stark von der Tradition der Singer-Songwriter (siehe auch Liedermacher) geprägte Form des Soul ist.

## Leben
Getauft wurde sie auf den Namen India Arie Simpson. Ihr Vorname India nimmt Bezug auf die Nähe ihres Geburtstages, dem 3. Oktober, zu jenem Mahatma Gandhis, den 2. Oktober. Arie ist hergeleitet vom hebräischen Wort für Löwe. Ihre Kindheit und frühe Jugend verbrachte sie in ihrer Geburtsstadt Denver. Ihre Mutter Joyce, die selbst eine Sängerin ist und in ihrer Jugend in Vorgruppen bei Konzerten von Stevie Wonder und Al Green gesungen hatte, und Vater Ralph (ein ehemaliger Profi-Basketballspieler) förderten schon früh das musikalische Talent ihrer Tochter. Sie erhielt Unterricht an Saxophon, Klarinette, Flügelhorn und Trompete. Wie viele Kinder aus gläubigen afroamerikanischen Familien sang auch sie im Kirchenchor ihrer Gemeinde (siehe auch Gospel). Schließlich entschied sie sich für die Gitarre als das Instrument, das ihr am ehesten entspricht – vor allem, weil sie während des Spielens auch singen konnte. Als India Arie 13 Jahre alt war, zog ihre Mutter nach der Scheidung von ihrem Mann mit ihr und ihrem Bruder nach Atlanta, Georgia. Nach der High School besuchte sie das Savannah College of Art and Design, wo sie die Fächer Musik und Schmuck-Design belegte. Vor Abschluss des College brach sie die Ausbildung ab, um sich ganz der Musik zu widmen.
Mit anderen gründete sie das Künstlerkollektiv Groovement/Earthseed, und es kam zu Auftritten im Rahmen von Lilith-Fair-Konzerten (eine Konzertreihe vornehmlich weiblicher Künstler, die von 1997 bis 1999 Festivals in vielen US-amerikanischen Großstädten veranstalteten) in St. Louis und Nashville. Gleichzeitig gelang es ihr, sich in der Musikszene Atlantas zu etablieren und 1999 wurde sie schließlich bei Motown unter Vertrag genommen.
Mit Beginn ihrer professionellen Karriere änderte sie die Schreibweise ihres Namens in India Arie. Der Punkt soll, wie sie sagt, den Namen einprägsamer machen.

## Œuvre

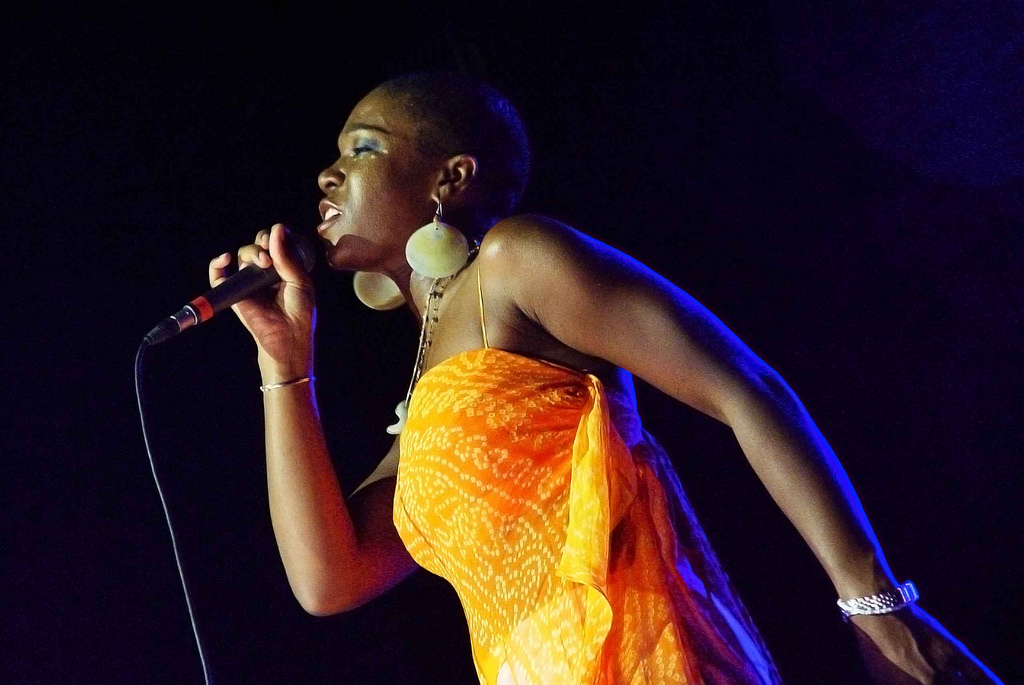
In Lokeren (2004)

Als wichtigsten musikalischen Einfluss nennt India Arie allen voran Stevie Wonder, dem sie auch das Lied Wonderful auf ihrem ersten Album widmete. Daneben wurde sie stark von Künstlern wie Donny Hathaway, Bonnie Raitt, Oleta Adams, Stevie Ray Vaughan, James Taylor und George Benson beeinflusst.
2001 erschien India Aries Debütalbum, Acoustic Soul. Die Lieder, alle Eigenkompositionen, zeigen vor allem Einflüsse aus Soul und Blues, aber auch Hip-Hop. Sie befindet sich damit in der neuen Tradition des Nu Soul, der seit den 1990er Jahren durch Künstler wie D’Angelo oder Erykah Badu populär gemacht wurde und neben ihr auch Musiker wie Alicia Keys, Angie Stone, Jill Scott und Musiq hervorbrachte. In den USA erreicht Acoustic Soul doppelten Platin-Status (mehr als zwei Mal eine Million verkaufter CD/LPs) und wurde für sieben Grammys nominiert. Dabei gelang es ihr mit durchaus anspruchsvollen Texten und auch ohne das ansonsten übliche Spiel mit dem Sex-Appeal weiblicher Künstlerinnen (Don’t need your silicone, I prefer my own. What God gave me is just fine), ein großes Publikum zu erreichen. Sie spielte 2001 auch im Vorprogramm der USA-Tournee von Sade.
2002 folgte das zweite Album, Voyage to India, an dem sie auch als Co-Produzentin neben Kedar Massenburg (Präsident von Motown Records und bereits Produzent ihres ersten Albums) mitarbeitete. Bei den Grammy Awards 2003 gewann sie für das Album den Grammy in der Kategorie „Bestes R&B Album“ und für Little Things in der Kategorie „Bester Urban/Alternative Song“. Musikalisch steht auch ihr zweites Album in der Tradition von Soul, Blues und Hip-Hop. Die Texte entsprechen ihrem Selbstverständnis als Singer-Songwriter, wie es eben auch in Blues und Hip-Hop zu finden ist: dem Ausdruck persönlicher Gedanken, Gefühle und Alltagserfahrungen, von persönlichen Beziehungen über den Rassismus, den Afroamerikaner erlitten und immer noch zu ertragen haben, bis hin zu einer tiefen Spiritualität.
Im Jahr 2005 spielte sie mit Stevie Wonder das gemeinsam komponierte Stück A Time to Love auf dessen gleichnamigen Album ein.
2010 holte Herbie Hancock India Arie, um neben Pink und Seal den Titelsong seines Imagine Projects zu interpretieren – Imagine von John Lennon.

## Diskografie

### Studioalben
| Jahr | Titel                                  | Höchstplatzierung, Gesamtwochen, AuszeichnungChartplatzierungen (Jahr, Titel, Platzierungen, Wochen, Auszeichnungen, Anmerkungen) | Höchstplatzierung, Gesamtwochen, AuszeichnungChartplatzierungen (Jahr, Titel, Platzierungen, Wochen, Auszeichnungen, Anmerkungen) | Höchstplatzierung, Gesamtwochen, AuszeichnungChartplatzierungen (Jahr, Titel, Platzierungen, Wochen, Auszeichnungen, Anmerkungen) | Höchstplatzierung, Gesamtwochen, AuszeichnungChartplatzierungen (Jahr, Titel, Platzierungen, Wochen, Auszeichnungen, Anmerkungen) | Anmerkungen                                                    |
| Jahr | Titel                                  | DE | CH | UK | US | Anmerkungen                                                    |
| ---- | -------------------------------------- | --- | --- | --- | --- | -------------------------------------------------------------- |
| 2001 | Acoustic Soul                          | DE50 (9 Wo.)DE | CH85 (6 Wo.)CH | UK55 Silber (Island) + Gold (Motown) · (14 Wo.)UK                                                                                 | US10 ×2Doppelplatin · (75 Wo.)US                                                                                                  | Erstveröffentlichung: 27. März 2001 Verkäufe: + 2.285.000      |
| 2002 | Voyage to India                        | DE90 (1 Wo.)DE | CH53 (3 Wo.)CH | UK82 Silber · (3 Wo.)UK | US6 Platin · (32 Wo.)US | Erstveröffentlichung: 24. September 2002 Verkäufe: + 1.110.000 |
| 2006 | Testimony: Vol. 1, Life & Relationship | DE58 (5 Wo.)DE | CH25 (7 Wo.)CH | — | US1 Gold · (20 Wo.)US | Erstveröffentlichung: 27. Juni 2006 Verkäufe: + 689.000        |
| 2009 | Testimony: Vol. 2, Love & Politics     | — | CH44 (2 Wo.)CH | — | US3 (21 Wo.)US | Erstveröffentlichung: 10. Februar 2009 Verkäufe: + 331.000     |
| 2013 | Songversation                          | — | — | — | US7 (9 Wo.)US | Erstveröffentlichung: 25. Juni 2013 Verkäufe: + 113.000        |
| 2015 | Christmas with Friends                 | — | — | — | US107 (4 Wo.)US | Erstveröffentlichung: 16. Oktober 2015 mit Joe Sample          |
| 2019 | Worthy                                 | — | — | — | US152 (1 Wo.)US | Erstveröffentlichung: 15. Februar 2019                         |

### Singles
| Jahr | Titel Album                                                                          | Höchstplatzierung, Gesamtwochen, AuszeichnungChartplatzierungen (Jahr, Titel, Album, Platzierungen, Wochen, Auszeichnungen, Anmerkungen) | Höchstplatzierung, Gesamtwochen, AuszeichnungChartplatzierungen (Jahr, Titel, Album, Platzierungen, Wochen, Auszeichnungen, Anmerkungen) | Höchstplatzierung, Gesamtwochen, AuszeichnungChartplatzierungen (Jahr, Titel, Album, Platzierungen, Wochen, Auszeichnungen, Anmerkungen) | Anmerkungen                                                               |
| Jahr | Titel Album                                                                          | UK | US | CH | Anmerkungen                                                               |
| ---- | ------------------------------------------------------------------------------------ | --- | --- | --- | ------------------------------------------------------------------------- |
| 2001 | Video Acoustic Soul                                                                  | UK32 (5 Wo.)UK | US47 (31 Wo.)US | — | Erstveröffentlichung: 6. Februar 2001                                     |
| 2001 | Brown Skin Acoustic Soul                                                             | UK29 (2 Wo.)UK | — | — | Erstveröffentlichung: 12. Juni 2001                                       |
| 2002 | Little Things Acoustic Soul                                                          | UK62 (1 Wo.)UK | US89 (13 Wo.)US | — | Erstveröffentlichung: 10. September 2002                                  |
| 2005 | I Am Not My Hair Testimony: Vol. 1, Life & Relationship                              | UK65 (4 Wo.)UK | US97 (1 Wo.)US | — | Erstveröffentlichung: 15. November 2005                                   |
| 2006 | The Heart of the Matter Testimony: Vol. 1, Life & Relationship                       | UK79 (1 Wo.)UK | — | — | Erstveröffentlichung: 4. September 2006 Charteinstieg in UK erst 2008     |
| 2007 | Beautiful Flower –                                                                   | — | US56 (1 Wo.)US | — | Erstveröffentlichung: 2007                                                |
| 2010 | While My Guitar Gently Weeps Guitar Heaven: The Greatest Guitar Classics of All Time | — | — | CH46 (2 Wo.)CH | Erstveröffentlichung: 24. August 2010 Santana feat. India Arie & Yo-Yo Ma |

Weitere Singles
- 2001: Strength, Courage and Wisdom
- 2001: Ready for Love
- 2002: Can I Walk with You
- 2003: The Truth
- 2003: Get It Together
- 2005: Purify Me
- 2006: There’s Hope
- 2008: Chocolate High (feat. Musiq Soulchild)
- 2009: Therapy (feat. Gramps Morgan)
- 2009: He Heals Me
- 2012: 6th Avenue
- 2013: Cocoa Butter

### Videoalben
- 2003: Music in High Places: India Arie – Live in Brazil

## Auszeichnungen für Musikverkäufe
| Goldene Schallplatte - Kanada - 2002: für das Album Voyage to India - Südafrika - 2002: für das Album Acoustic Soul Platin-Schallplatte - Kanada - 2002: für das Album Acoustic Soul |

Anmerkung: Auszeichnungen in Ländern aus den Charttabellen bzw. Chartboxen sind in ebendiesen zu finden.
| Land/RegionAuszeichnungen für Musikverkäufe (Land/Region, Auszeichnungen, Verkäufe, Quellen) | Silber     | Gold     | Platin     | Verkäufe  | Quellen         |
| -------------------------------------------------------------------------------------------- | ---------- | -------- | ---------- | --------- | --------------- |
| Kanada (MC)                                                                                  | —          | Gold1    | Platin1    | 150.000   | musiccanada.com |
| Südafrika (RISA)                                                                             | —          | Gold1    | —          | 25.000    | mi2n.com        |
| Vereinigte Staaten (RIAA)                                                                    | —          | Gold1    | 3× Platin3 | 4.133.000 | riaa.com        |
| Vereinigtes Königreich (BPI)                                                                 | 2× Silber2 | Gold1    | —          | 220.000   | bpi.co.uk       |
| Insgesamt                                                                                    | 2× Silber2 | 4× Gold4 | 4× Platin4 |           |                 |